# Vegahnjúkur (bergstopp i Island)
Vegahnjúkur är en bergstopp i republiken Island. Den ligger i regionen Austurland, 400 km öster om huvudstaden Reykjavík. Toppen på Vegahnjúkur är 574 meter över havet.
Runt Vegahnjúkur är det mycket glesbefolkat, med 3 invånare per kvadratkilometer. Närmaste större samhälle är Neskaupstaður, nära Vegahnjúkur. Trakten runt Vegahnjúkur består i huvudsak av gräsmarker.